# Luzzana
Luzzana là một đô thị ở tỉnh Bergamo trong vùng Lombardia của nước Ý, có vị trí cách khoảng 60 km về phía đông bắc của Milano và khoảng 15 km về phía đông của Bergamo. Tại thời điểm ngày 31 tháng 12 năm 2004, đô thị này có dân số 776 người và diện tích là 3,4 km².
Luzzana giáp các đô thị: Albino, Borgo di Terzo, Entratico, Trescore Balneario.